# Cocoon II – Die Rückkehr
Cocoon II – Die Rückkehr ist ein Science-Fiction-Drama von Daniel Petrie aus dem Jahr 1988. Dieser Film ist die Fortsetzung von Cocoon. Der Film lief am 3. August 1989 in den deutschen Kinos an.

## Handlung
Die Außerirdischen kehren mit den drei Seniorenpaaren (vgl. Cocoon) für kurze Zeit auf die Erde zurück. Grund sind bevorstehende Seebeben, die das Leben ihrer Artgenossen in den Kokons vor der Küste gefährden könnten. Während sich die lebenslustigen Alten mit Elan in ihrer alten Umgebung von Saint Petersburg tummeln, wird einer der Kokons von Forschern entdeckt und in das Ozeanische Institut gebracht. An der Befreiungsaktion helfen die Senioren tatkräftig mit, doch als es an die Rückkehr zum Heimatplaneten geht, kommen nur noch zwei Senioren mit. Die anderen ziehen ein endliches Leben im Kreise ihrer Familien und Freunde vor.

## Auszeichnungen
Hume Cronyn, Jack Gilford, Jessica Tandy und der Film als Bester Science-Fiction-Film wurden im Jahr 1990 für den Saturn Award nominiert.

## Kritiken
„Mit einer spannenden Science-Fiction-Geschichte verwobene Tragikomödie, die ohne Sentimentalitäten die Freuden des Lebensabends sinnfällig macht. Der Spielwitz der Darsteller übertrifft dabei um Längen den Einfallsreichtum der konventionellen Regie.“